# Erwin Deutsch (Jurist)
Erwin Deutsch (* 6. April 1929 in Greifswald; † 11. März 2016) war ein deutscher Zivil- und Medizinrechtler.

## Leben

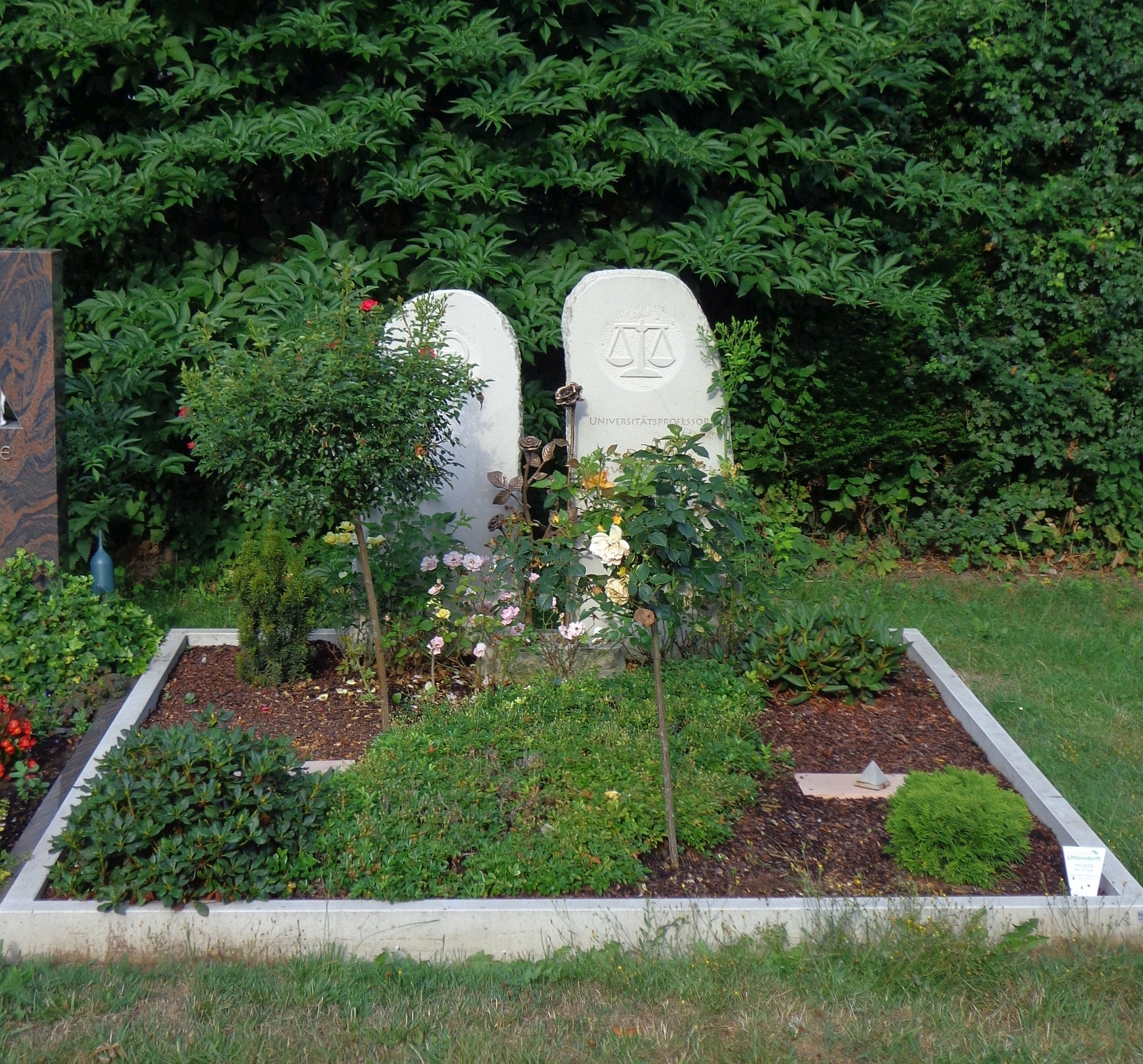
Grab Erwin Deutschs auf dem St. Petri-Friedhof in Göttingen

Erwin Deutsch ist der Sohn des Universitätsbibliothekars Joseph Deutsch und der Elisabeth Deutsch geborene Jungebloed. Er besuchte das Matthias-Gymnasium in Breslau, die Oberschule in Papenburg und studierte an der Ruprecht-Karls-Universität Heidelberg Rechtswissenschaften. Er war aktives Mitglied der katholischen Studentenverbindungen KStV Ripuaria Heidelberg und KStV Winfridia Göttingen im KV und wurde zum Dr. jur. promoviert. An der Columbia University, New York, erlangte er den akademischen Grad eines Master of Comparative Law (M. C. L.) 1960 habilitierte sich Deutsch in München. Im folgenden Jahr folgte er einem Ruf als ordentlicher Professor an die Christian-Albrechts-Universität zu Kiel und 1963 einem an die Georg-August-Universität Göttingen. Dort lehrte er bis zu seiner Emeritierung Zivilrecht (insbesondere Haftungs- und Arztrecht), Handelsrecht, Internationales Privatrecht und Rechtsvergleichung.
Deutsch erhielt Ehrendoktorwürden der Medizinischen Fakultät der Universität zu Köln und der Medizinischen Hochschule Hannover, sowie Ehrendoktorwürden der juristischen Fakultäten der Martin-Luther-Universität Halle-Wittenberg, der Universität Busan in Südkorea und der Universität Izmir, Türkei. Ihm wurden zwei Festschriften gewidmet. 2002 wurde er mit der Albrecht-von-Haller-Medaille der Universität Göttingen geehrt.
Er war verheiratet mit der Medizinerin Marita Deutsch, geborene Allerbeck. Begraben ist er auf dem St. Petri-Friedhof in Göttingen-Weende.
Sein Lehrbuch zum Medizinrecht (Arztrecht, Arzthaftungsrecht, Arzneimittelrecht, Medizinprodukterecht, Transfusionsrecht) gilt als Standardwerk.

## Veröffentlichungen (Auswahl)
- Wettbewerbstatbestände mit Auslandsbeziehung. Enke, Stuttgart 1962.
- Fahrlässigkeit und erforderliche Sorgfalt.
- Haftungsrecht Teil I. Heymann, Köln 1976, ISBN 3-452-18062-X.
- Medizin und Forschung vor Gericht. Kunstfehler, Aufklärung und Experiment im deutschen und amerikanischen Recht. Müller, Heidelberg 1978, ISBN 3-8114-0978-6.
- Das Recht der klinischen Forschung am Menschen, Zulässigkeit und Folgen der Versuche am Menschen dargestellt im Vergleich zu dem amerikanischen Beispiel und den internationalen Regelungen (= Recht und Medizin, Bd. 1). Lang, Frankfurt/M. 1979, ISBN 3-261-02630-8.
- Versicherungsvertragsrecht. Ein Grundriß. VVW, Verlag Versicherungswirtschaft, Karlsruhe 1984, ISBN 3-88487-058-0 (7. Aufl. 2015, ISBN 978-3-89952-454-3).
- (mit Karl-Heinz Matthies): Arzthaftungsrecht. Grundlagen, Rechtsprechung, Gutachter- und Schlichtungsstellen (= RWS-Skript, Bd. 148). Kommunikationsforum Recht, Wirtschaft, Steuern, Köln 1985, ISBN 3-8145-0148-9 (3. Aufl. 1988).
- Rechtsprobleme von AIDS. Eul, Bergisch Gladbach 1988, ISBN 3-89012-121-7.
- Allgemeines Haftungsrecht. 2. Aufl. Carl Heymanns Verlag, Köln 1996, ISBN 3-452-22692-1.
- (mit Andreas Spickhoff): Medizinrecht. Arztrecht, Arzneimittelrecht, Medizinprodukterecht und Transfusionsrecht. 7. Aufl. Springer, Heidelberg 2014, ISBN 978-3-642-38148-5.
- (mit Hans-Jürgen Ahrens): Deliktsrecht. Unerlaubte Handlungen, Schadensersatz, Schmerzensgeld. 6. Aufl. Carl Heymanns Verlag, Köln 2014, ISBN 978-3-8006-4758-3.
- (mit Hans-Dieter Lippert u. Rudolf Ratzel): Kommentar zum Medizinproduktegesetz (MPG). 3. Aufl. Carl Heymanns Verlag, Köln 2018, ISBN 978-3-662-55460-9.